# Biginelliova reakce
Biginelliova reakce je vícesložková reakce, v níž vzniká 3,4-dihydropyrimidin-2(1H)-on 4 z ethylesteru kyseliny acetyloctové 1, aromatického aldehydu (například benzaldehydu 2) a močoviny 3.
Reakci objevil italský chemik Pietro Biginelli.
Katalyzátorem může být Brønstedova a/nebo Lewisova kyselina, například trifluoroctan měďnatý nebo fluorid boritý.
Bylo popsáno několik variant této reakce.
Dihydropyrimidinony, získatelné Biginelliovými reakcemi, se používají jako blokátory vápníkových kanálů.
Produkty Biginelliových reakcí byly také zkoumány jako možní selektivní antagonisté adenosinového A2B receptoru; jako obzvláště selektivní se ukázaly některé tricyklické sloučeniny.

## Mechanismus
Biginelliova reakce se skládá z posloupnosti bimolekulárních reakcí vedoucích k dihydropyrimidinonu.
Podle mechanismu navrženého v roce 1973 je krokem určujícím rychlost reakce aldolová kondenzace ethylacetacetátu 1 s arylaldehydem, kterou vzniká karbeniový ion 2. Nukleofilní adicí močoviny se vytvoří meziprodukt 4, který se rychle dehydratuje na konečný produkt 5.
Roku 1997 byl navržen jiný mechanismus:
Zde reakce začíná nukleofilní adicí, určující rychlost, močoviny na aldehyd. Následuje kysele katalyzovaná kondenzace, jež vytvoří imin. Poté se na imin aduje β-ketoester a následně se uzavře kruh nukleofilním atakem aminu na karbonyl. Posledním krokem je druhá kondenzace, ta vytváří konečný produkt.

## Obměny
V roce 1987 byla popsána obměna Biginelliovy reakce, která dávala vyšší výtěžky.
První enzymatickou syntézu s využitím Biginelliovy reakce provedl Atul Kumar.